# توكل أباد (علي أباد كرمان)
توكل أباد (بالفارسية: توکل‌آباد) هي منطقة سكنية تقع في إيران في Aliabad Rural District. يقدر عدد سكانها بـ 429 نسمة .